# Башкирская Автономная Советская Социалистическая Республика
Башки́рская Автоно́мная Сове́тская Социалисти́ческая Респу́блика (Башкирская АССР, БАССР, АБССР, Советская Башкирия, Башкортостан; баш. Башҡорт Автономиялы Совет Социалистик Республикаһы, Başqortostan Avtonomialь Sovet Sotsialistik Respublikahь, Başqortostan ASSR-y) — автономная республика в составе РСФСР.
Образована 14 июня 1922 года в результате слияния Башкирской Советской Республики и Уфимской губернии. 
11 октября 1990 года в соответствии с принятием Декларации о государственном суверенитете Башкирской Советской Социалистической Республики автономная республика была преобразована в Башкирскую ССР — Башкортостан (с 25 февраля 1992 года — Республика Башкортостан).

## Официальные названия республики
По декрету ВЦИК от 14 июня 1922 в офиц. документах начала именоваться как Автономная Башкирская Социалистическая Советская Республика.
В 1936 в Конституции СССР, а в 1937 Конституции РСФСР было закреплено название Башкирская Автономная Советская Социалистическая Республика.
23 июня 1937 года X Всебашкирский съезд Советов принял Конституцию Башкирской АССР, в соответствии с которой закреплялось официальное название автономной республики: Башкирская Автономная Советская Социалистическая Республика (БАССР).

## История
История предшественников Башкирская Советская Республика (Малая Башкирия) + Уфимская губерния ← Малая Башкирия (Башкурдистан), Оренбургская губерния, Уфимская губерния.

Образование «Большой Башкирии» в 1922 году

По декрету ВЦИК «О расширении границ Автономной Башкирской Социалистической Советской Республики» от 14 июня 1922 Уфимская губерния была упразднена. В состав «Большой Башкирии» вошли «Малая Башкирия» (без Яланского кантона), Уфимский, Бирский, Белебеевский и Златоустовский уезды. Декретом ВЦИК от 17 августа 1922 «О дополнительном изменении границ Автономной Башкирской Социалистической Советской Республики» Златоустовский уезд, был передан Челябинской губернии. Мензелинский уезд Уфимской губернии в 1920 году был включён в состав образованной Татарской АССР. Официальной столицей республики становится город Уфа. В 1922 году площадь территории составила 156 тысяч км², а население — 3,022 миллиона человек.

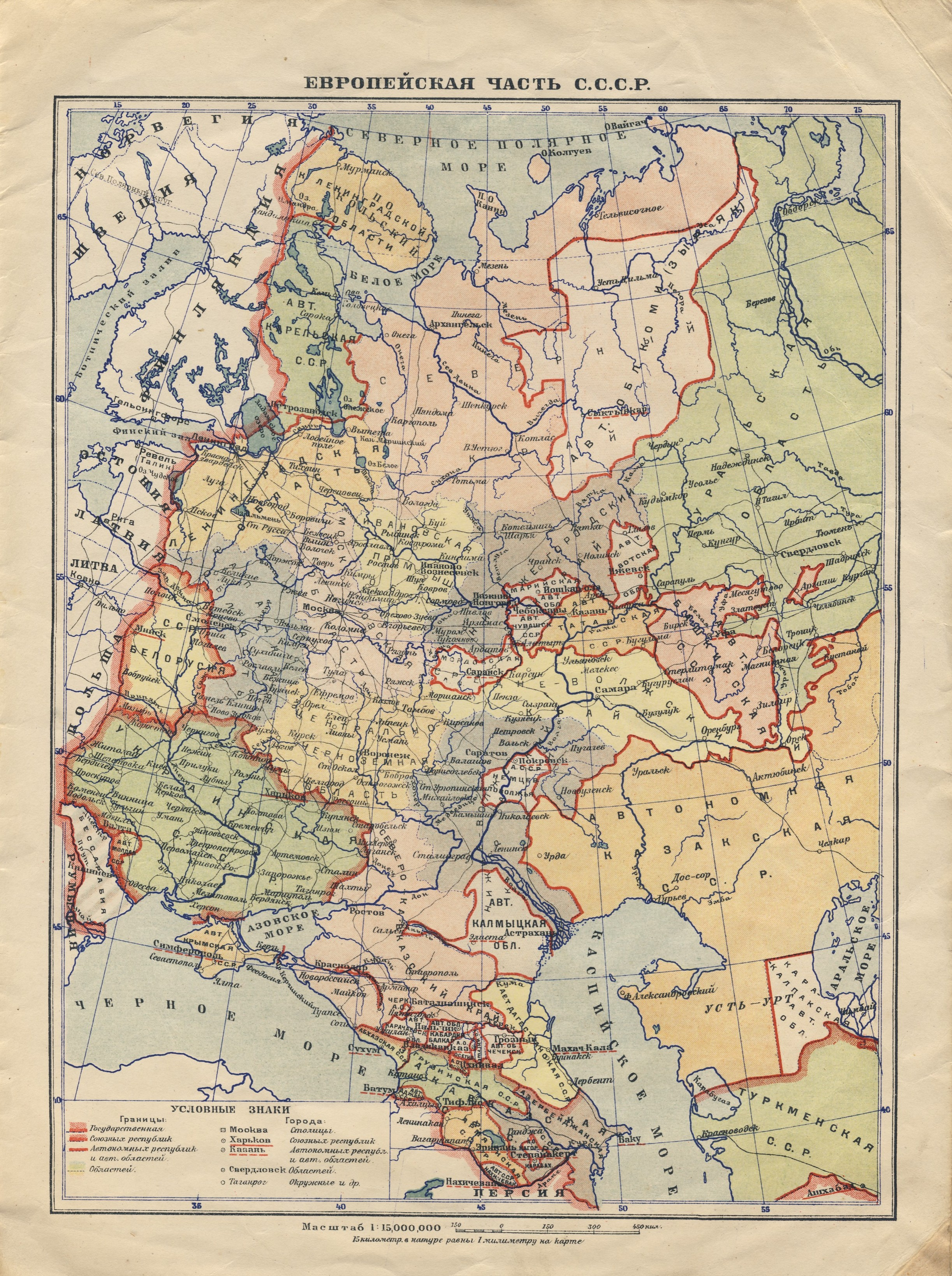
Автономная Башкирская ССР на карте СССР, изображение из атласа 1930 года

В 1920-е — начале 1930-х годов в республике проводилась политика «коренизации», одной из целей которой было увеличение представительства национальных кадров в органах власти в 1925—1935 годы, что видно из следующих цифр. Среди делегатов с решающим голосом съездов Советов Башкирской ССР в 1925—1935 годы доля башкир возросла с 25,8 % до 35,0 %, а доля русских сократилась с 34,2 % до 28,1 %. Национальный состав депутатского корпуса сельских советов Башкирской ССР за 1924/25 — 1934 годах, изменился слабее: доля башкир немного возросла(с 22,1 % до 25,6 %), а доля русских незначительно сократилась (с 38,0 до 33,7 %). Коренизация сильно затронула образование: по данным 1934/35 учебного года в республике было 2 746 школ с одним языком обучения (с башкирским языком обучения 463 (16,9 %), с русским 1 213 (44,2 %), с татарским — 866 (31,5 %), с чувашским — 85 (3,1 %)). Школ с двумя языками обучения в 1934/35 учебном году насчитывалось всего 28. В конце 1930-х годов вышло Постановление ЦК ВКП(б) и СНК СССР от 13 марта 1938 г. «Об обязательном изучении русского языка в школах национальных республик и областей», а в 1939 году башкирский алфавит был переведён на русскую графику. С конца 1920-х годов республику охватила мощная общесоюзная антирелигиозная кампания: в 1928 году закрыт журнал «Ислам» Центрального духовного управления мусульман.
В 1927 году введена в эксплуатацию Уфимская радиостанция. В 1934 году в Уфе была построена одна из первых в СССР автоматическая телефонная станция на 2 тысячи номеров, а в 1936 году — телефонная линия Уфа—Куйбышев—Москва.
28 октября 1930 года вышло постановление СНК СССР «О развитии промышленности Башкирской АССР», согласно которому в республике началось строительство заводов и фабрик. Сталинская индустриализация привела к значительным переменам — в 1932 году было открыто ишимбаевское, а в конце второй пятилетки туймазинское месторождения нефти. В годы первых пятилеток возникли новые отрасли промышленности: нефтедобывающая, нефтеперерабатывающая, машиностроение, стальных метизов, бокситовая, марганцевая, овощесушильная и целый ряд других. Индустриализация резко изменила социальный состав: в 1926 году в составе самодеятельного населения Башкирской АССР рабочих насчитывалось 4,3 %, а в 1939 году уже 21,3 %.
В 1930-е — начале 1950-х годов в Башкирской АССР проводились политические репрессии. В республике было раскулачено 25,5 тысяч крестьянских хозяйств, а по статье 58 Уголовного кодекса РСФСР («антисоветская деятельность») было репрессировано 22,5 тысяч крестьян. Кроме этого, около 32 тысяч выслано в Сибирь и северные районы СССР и около 30 тысяч человек стали спецпоселенцами. Были закрыты мечети и церкви, ликвидировалась ДУМ БАССР. В 1937 году были подвергнуты к репрессии 274 человека (около половины состава Башобкома и треть членов БашЦИК). Многие общественные деятели и представители национальной культуры, а также почти все участники Башкирского национального движения были обвинены в «буржуазном национализме», «валидовщине», «султангалиевщине» и были репрессированы. Всего по обвинениям в политических преступлениях в республике было приговорено к расстрелу или заключению 50293 человека.
В 1936 году Башкирской АССР было официально отказано в преобразовании в союзную республику в составе СССР. Генеральный секретарь ЦК ВКП(б) И. В. Сталин аргументировал это решение таким образом: 

«Башкирскую и Татарскую республику нельзя переводить в разряд союзных, так как они со всех сторон окружены советскими республиками и областями и им, собственно говоря, некуда выходить из состава СССР.»— Азнагулов В. Г., Хамитова З. Г. Парламентаризм в Башкортостане: история и современность. — Уфа: ГРИ «Башкортостан», 2005. — С. 110. — 304 с.
23 июня 1937 года на 10‑м чрезвычайном Всебашкирском съезде Советов была принята Конституция Башкирской АССР. Конституция провозгласила, что Башкирская АССР является социалистическим государством рабочих и крестьян, политическую основу которого составляют Советы депутатов трудящихся.
|                                                |                                      |                                      |                                                                |                                                      |                                                      |                                                      |
| Герб Автономной Башкирской ССР в 1925—1937 гг. | Герб Башкирской АССР (1937—1978 гг.) | Герб Башкирской АССР (1978-1992 гг.) | Государственный флаг Автономной Башкирской ССР (1925—1937 гг.) | Государственный флаг Башкирской АССР (1937—1938 гг.) | Государственный флаг Башкирской АССР (1938—1954 гг.) | Государственный флаг Башкирской АССР (1954—1992 гг.) |

### Во время Великой Отечественной войны

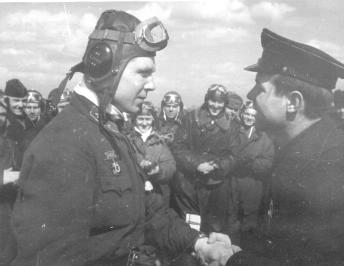
Секретарь МГК ВЛКСМ Г. М. Рагульский передаёт представителю воинской части лейтенанту А. В. Кочетову самолёты, построенные на средства тружеников Башкирской АССР, 1943 г.

В годы Великой Отечественной войны в Башкирскую АССР было эвакуировано более 100 промышленных предприятий, десятки госпиталей, ряд центральных государственных органов, 278 тысяч беженцев (из них 104 тысячи — в Уфу).
В течение войны на территории республики было подготовлено большое количество воинских частей: 170-я, 186-я, 214-я, 361-я (21-я), 87-я (300-я), 219-я стрелковые, 74-я, 76-я, 112-я и 113-я кавалерийские дивизии, 124-я, 134-я стрелковые и 40-я миномётная бригады; 17-я запасная, 4-я учебная, 2-я запасная кавалерийская бригады; 120-й, 121-й, 122-й, 123-й, 134-й, 144-й, 476-й миномётные, 1292-й истребительно-противотанковый, 587-й гаубичный, 1097-й, 1098-й пушечно-артиллерийский и 15-й кавалерийский полки, 9-й запасный кавалерийский полк и 23-й отдельный полк связи. Были построены бронепоезда: «Полководец Суворов», «Александр Невский», «Салават Юлаев» и «Уфимец».
Очень важной для промышленности и армии оказалась добыча нефти, разведанной в республике перед войной.
Жители Башкирской АССР оказывали помощь Красной Армии. В конце 1942 года — в начале 1943 года на строительство боевых самолётов трудящимися Башкирской АССР было собрано более 181 миллиона рублей. В начале 1944 года трудящимися республики было собрано в фонд Красной Армии более 80 миллионов рублей. Около 20 миллионов рублей на строительство самолётов и танков внесли за время войны комсомольцы, пионеры и школьники республики.
Эскадрильям боевых самолётов, построенных на средства трудящихся Башкирской АССР, присваивали названия: «Башкирский колхозник», «Башкирский нефтяник», «Комсомолец Башкирии», «Пионер орденоносной Башкирии», «Учитель Башкирии» и так далее.
Во время войны проводились кампании по сбору тёплых вещей для фронта. Жители республики за годы войны собрали для нужд фронта 83 тысячи пар валенок, около 21 тысячи полушубков, 30 тысяч ватных курток, более 36 тысяч шапок-ушанок и др.
Звание Героя Советского Союза получили 280 жителей Башкортостана, 39 человек стали Полными кавалерами ордена Славы.
К празднованию 65-летия Победы издано 20 томов, где опубликованы списки жителей Башкортостана, награждённых медалью «За доблестный труд в Великой Отечественной войне 1941—1945 гг.».
Во время Великой Отечественной войны в Уфе находился центр 3-го Интернационала и все его основные учреждения. С октября 1941-го по май 1943 года Исполком 3-го Интернационала занимал здание уфимского Дома пионеров (в настоящее время здесь находится Уфимский авиационный техникум имени Пальмиро Тольятти). В исполкоме работали Георгий Димитров, Пальмиро Тольятти, Вильгельм Пик, Долорес Ибаррури, Клемент Готвальд, Морис Торез, Вальтер Ульбрихт и другие руководители зарубежных компартий. В здании Дома связи Уфы размещалась радиостанция Коминтерна, откуда велись антифашистские передачи на европейских и восточных языках и сеансы радиосвязи с иностранными компартиями, находившимися в подполье, а также тайной агентурой 3-го Интернационала.
В районе башкирского села Кушнаренково располагалась секретная школа Коминтерна, где готовили разведчиков и радистов.
В Башкирию в годы войны были эвакуированы также несколько детских домов для сирот, детей расстрелянных испанских коммунистов, поддержку которым оказывал 3-й Интернационал.

### Послевоенный период
В послевоенный период в БАССР промышленность и жизнь людей переходили на мирные рельсы. Строились новые города (Салават, Кумертау) как центры развития в республике нефтехимии, машиностроения, авиации. Строились новые железные и автомобильные дороги (Уфа — Салават, Уфа — Тюльган).
Положение о том, что экономика БАССР полностью связана с экономикой РСФСР было закреплено в Конституции БАССР 1978 года. В Конституции Башкирской АССР 1978 года нашла отражение идея о единстве народного хозяйства СССР. В статье 16 указано, что экономика Башкирской АССР является составной частью единого народнохозяйственного комплекса, охватывающего все звенья общественного производства, распределения и обмена на территории РСФСР.
Руководство экономикой осуществляется на основе государственных планов экономического и социального развития, с учётом отраслевого и территориального принципов, при сочетании централизованного управления с хозяйственной самостоятельностью и инициативой предприятий, объединений и других организаций. При этом активно используются хозяйственный расчёт, прибыль, себестоимость, другие экономические рычаги и стимулы.
Государство осуществляло контроль за мерой труда и потребления в соответствии с принципом социализма «От каждого — по способностям, каждому — по труду».

### В период развитого социализма
В 60—80-е годы XX века, характеризуемые как период развитого социализма, в Башкирской АССР быстрыми темпами развивалась промышленность, сельское хозяйство, строительство. В 1968 году построено государственными и кооперативными предприятиями и организациями (без колхозов) жилых домов общей (полезной) площадью 1,1 млн м2. Росло благосостояние народа.
За самоотверженный труд 215 жителям республики было присвоено звание Герой Социалистического Труда, 17 жителей стали полными кавалерами Ордена Трудовой Славы.
См. также Герои Социалистического Труда Башкортостана, Список полных кавалеров ордена Трудовой Славы (Башкортостан), Список лауреатов Государственной премии СССР (Башкортостан).
11 октября 1990 года в соответствии с принятием Верховным Советом республики Декларации о государственном суверенитете Башкирской ССР переименована и преобразована в Башкирскую ССР — Башкортостан. 25 февраля 1992 года принято современное название Республика Башкортостан.

## Административно-территориальное деление
| Наименование района | Наименование районного центра |
| ------------------- | ----------------------------- |
| Абзелиловский       | c. Аскарово                   |
| Альшеевский         | рп. Раевский                  |
| Архангельский       | c. Архангельское              |
| Аскинский           | c. Аскино                     |
| Аургазинский        | c. Толбазы                    |
| Баймакский          | г. Баймак                     |
| Бакалинский         | c. Бакалы                     |
| Балтачевский        | с. Старобалтачаево            |
| Белебеевский        | г. Белебей                    |
| Белокатайский       | c. Новобелокатай              |
| Белорецкий          | г. Белорецк                   |
| Бижбулякский        | c. Бижбуляк                   |
| Бирский             | г. Бирск                      |
| Благоварский        | c. Языково                    |
| Благовещенский      | г. Благовещенск               |
| Буздякский          | п Буздяк                      |
| Бураевский          | c. Бураево                    |
| Бурзянский          | с. Старосубхангулово          |
| Гафурийский         | рп. Красноусольский           |
| Давлекановский      | г. Давлеканово                |
| Дуванский           | c. Месягутово                 |
| Дюртюлинский        | рп. Дюртюли                   |
| Ермекеевский        | c. Ермекеево                  |
| Зианчуринский       | c. Исянгулово                 |
| Зилаирский          | c. Зилаир                     |
| Иглинский           | рп. Иглино                    |
| Илишевский          | с. Верхнеяркеево              |
| Ишимбайский         | г. Ишимбай                    |
| Калтасинский        | с. Калтасы                    |
| Караидельский       | с. Караидель                  |
| Кармаскалинский     | с. Кармаскалы                 |
| Кигинский           | с. Верхние Киги               |
| Краснокамский       | г. Нефтекамск                 |
| Кугарчинский        | с. Мраково                    |
| Кумертауский        | г. Кумертау                   |
| Кушнаренковский     | с. Кушнаренково               |
| Мелеузовский        | г. Мелеуз                     |
| Мечетлинский        | с. Большеустьикинское         |
| Мишкинский          | с. Мишкино                    |
| Миякинский          | с. Киргиз-Мияки               |
| Нуримановский       | с. Красная                    |
| Салаватский         | с. Малояз                     |
| Стерлибашевский     | с. Стерлибашево               |
| Стерлитамакский     | г. Стерлитамак                |
| Татышлинский        | с. Верхние Татышлы            |
| Туймазинский        | г. Туймазы                    |
| Уфимский            | г. Уфа                        |
| Учалинский          | г. Учалы                      |
| Фёдоровский         | с. Фёдоровка                  |
| Хайбуллинский       | с. Акъяр                      |
| Чекмагушевский      | с. Чекмагуш                   |
| Чишминский          | рп. Чишмы                     |
| Шаранский           | с. Шаран                      |
| Янаульский          | рп. Янаул Янаул — 230         |

После вхождения в состав республики Уфимской губернии в 1922 году образовалась «Большая Башкирия», состоявшая из 8 кантонов (Аргаяшский, Белебеевский, Бирский, Зилаирский, Месягутовский, Стерлитамакский, Тамьян-Катайский и Уфимский), которые делились на 296 волостей и 3698 сельских советов.
С 20 августа 1930 года введена районная система административно-территориального деления. Из 8 кантонов республики было образовано 48 районов и 1297 сельских советов. Столица республики Уфа была выделена в самостоятельную административную единицу, а Белорецк, Бирск, Белебей и Стерлитамак были отнесены к городам районного подчинения.
31 января 1935 года Президиум Всероссийского центрального наполнительного комитета утвердил новую районную сеть Башкирской АССР в составе следующих районов: 1) Альшеевский, 2) Аскинский, 3) Благоварский, 4) Бузовьязовский, 5) Ермикеевский, 6) Иглинский, 7) Илишевский, 8) Краснокамский, 9) Куюргазинский, 10) Малоязовский, 11) Татышлинский, 12) Фёдоровский, 13) Шаранский, 14) Юмагузинский, 15) Абзелиловский, 16) Архангельский, 17) Аургазинский, 18) Баймакский, 19) Бакалинский, 20) Балтачевский, 21) Белебеевский, 22) Белокатайский, 23) Белорецкий, 24) Бижбулякский, 25) Бирский, 26) Благовещенский 27) Буздякский, 28) Бураевский, 29) Бурзянский, 30) Давлекановский, 31) Дуванский, 32) Дюртюлинский, 33) Зиларский, 34) Зианчуринский, 35) Калтасинский, 36) Караидельский, 37) Кармаскалинский, 38) Кигинский, 39) Красноусольский, 40) Кугарчинский, 41) Макаровский, 42) Мелеузовский, 43) Мечетлинский, 44) Мишкинский, 45) Миякинский, 46) Нуримановский, 47) Стерлибашевский, 48) Стерлитамакский, 49) Топорнинский, 50) Туймазинский, 51) Учалинский, 52) Уфимский, 53) Хайбуллинский, 54) Чекмагушевский, 55) Чишминский, 56) Янаульский.
В мае 1952 года Башкирская АССР была разделена на Уфимскую (включала 38 районов) и Стерлитамакскую (25 районов) области. В апреле следующего года это решение было отменено и областное деление в Башкирской АССР упразднено.
Указом Президиума ВС РСФСР от 1 февраля 1963 года в республике из 56 районов было создано 20 сельских (а с 3 марта 1964 года — 24) и 1 промышленный район.
Согласно Конституции Башкирской АССР 1978 года республика состояла из 54 районов.

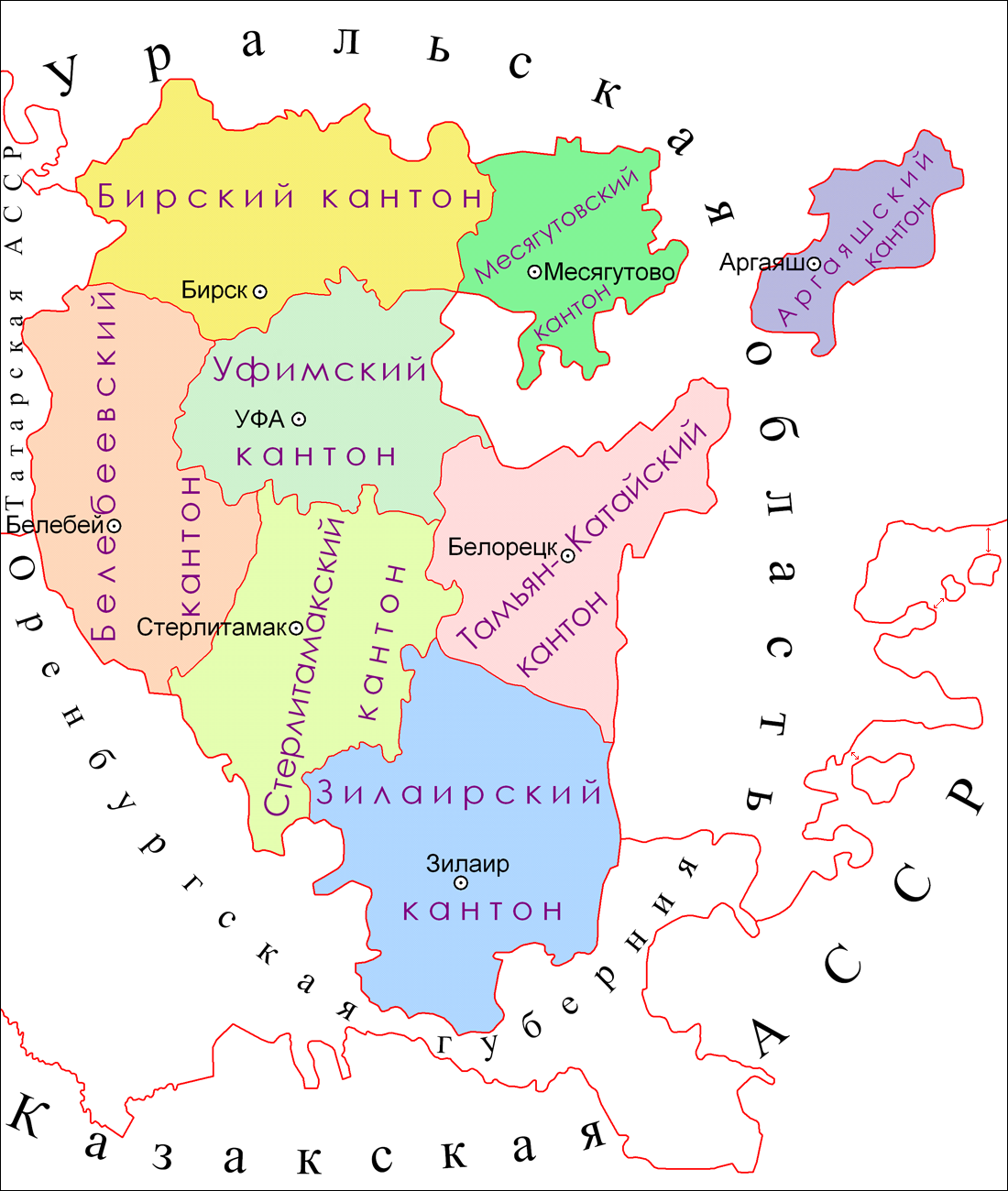
Административная карта республики в 1928 году
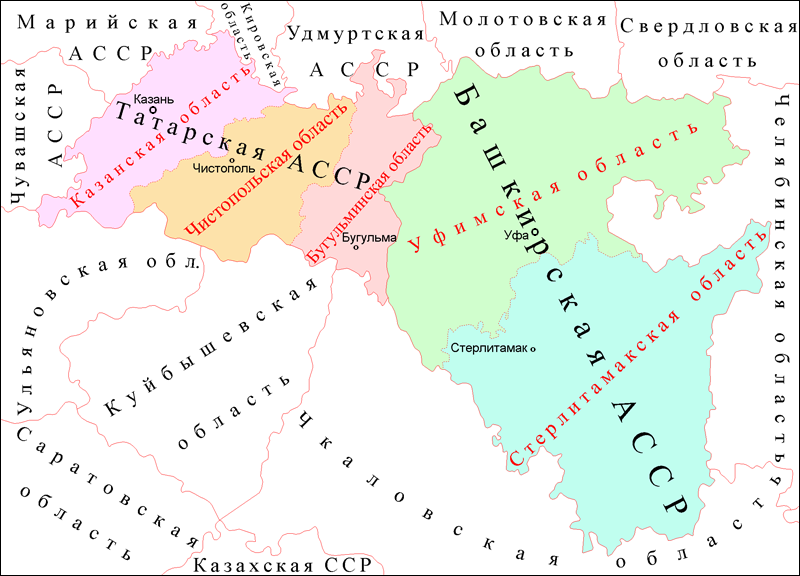
Области Татарской и Башкирской АССР в 1953 году

## Экономика

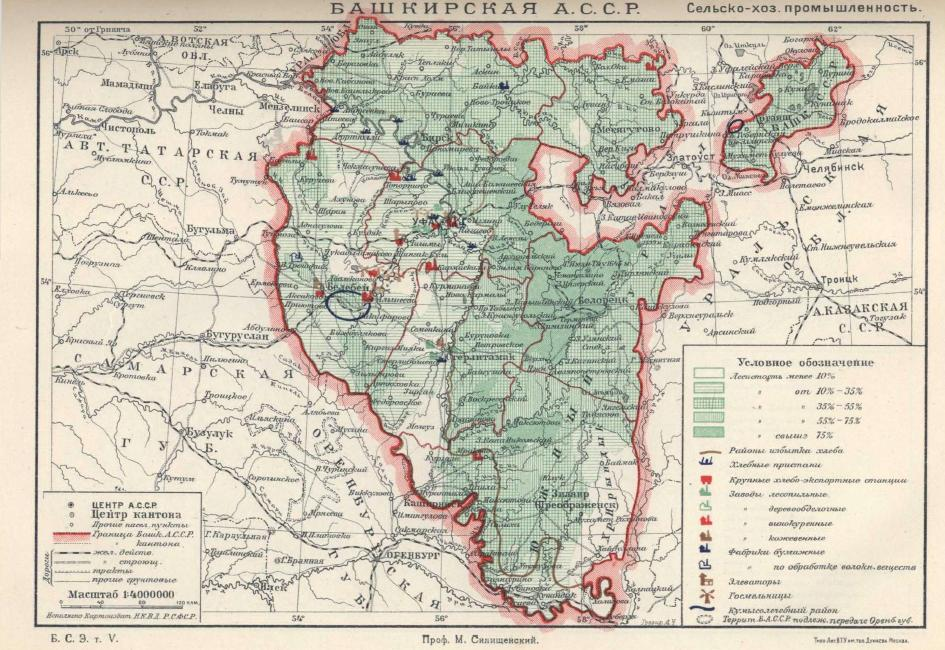
Сельское хозяйство в 1927 году.

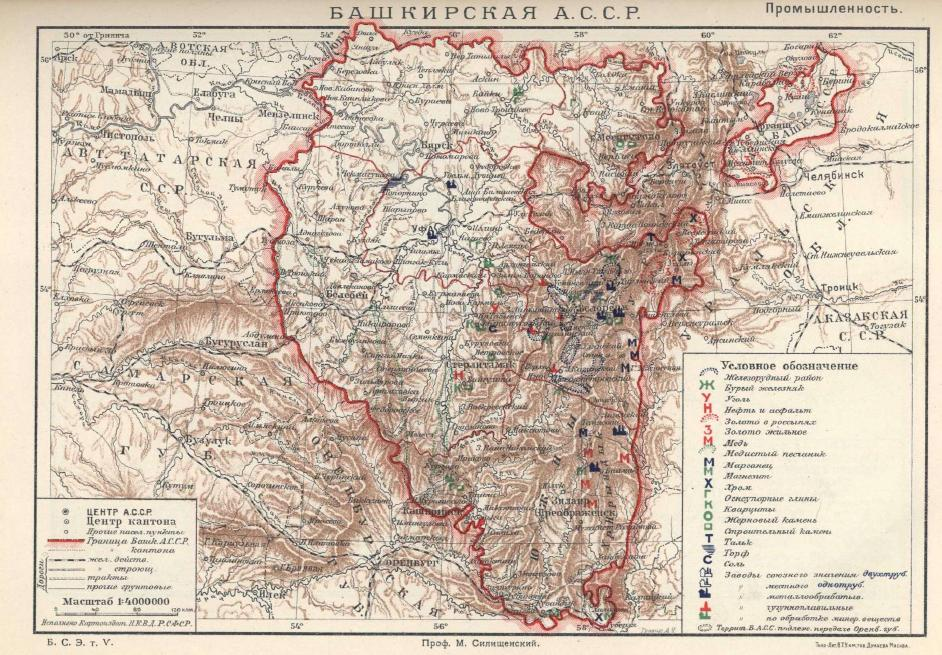
Промышленность в 1927 году.

Экономическая программа РСФСР (НЭП) была продолжена в Башкирской АССР и других республиках, входящих в РСФСР. К 1932 году удельный вес промышленности в республике составил 50 % валовой продукции народного хозяйства.
За годы Советской власти Башкирская АССР из аграрно-индустриальной республики стала индустриально-аграрной, большинство городов республики возникли именно в этот период.
Уже к концу 1920-х годов на территории Башкирской АССР, Татарской АССР и соседних областей был обнаружен нефтеносный Волго-Уральский район. В мае 1932 года началась добыча нефти из первых скважин в районе будущего города Ишимбая. В 1930-е годы была поставлена задача создать в этом районе крупную нефтяную базу («Второе Баку»). В дальнейшем это способствовало созданию новых отраслей промышленности — нефтеперерабатывающей и нефтехимической. В начале 1950‑х годов по нефтедобыче Башкирская АССР в СССР занимала 2‑е, а по нефтепереработке — 1‑е место.
В 1928—1932 годах в республике введено в строй 30 электростанций, а 1931 году в столице Башкирской АССР построена первая в республиканская паротурбинная электростанция и в этом же году было положено начало строительству завода комбайновых моторов (ныне Уфимское моторостроительное производственное объединение).

## Государственное устройство
Раздел охватывает два периода республики. Следует разделить на период Башкирская Советская Республика (Малая Башкирия) и  Башкирской АССР.

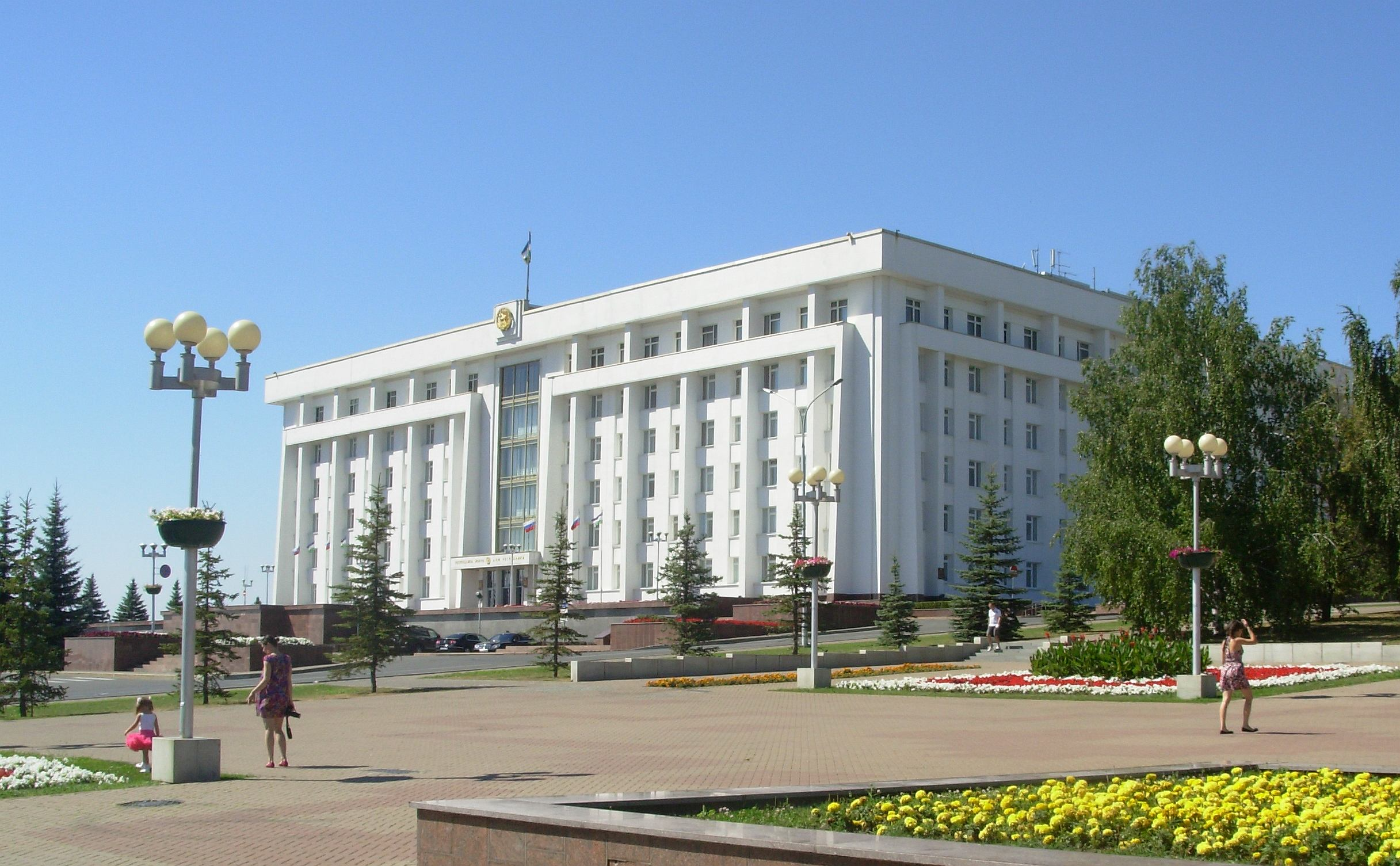
Дом Республики. В здании располагались Совет Министров Башкирской АССР и Башобком КПСС

В результате подписания 20 марта 1919 года «Соглашения центральной Советской власти с Башкирским правительством о Советской Автономной Башкирии» высшим органом государственной власти в республике стал Башкирский военно-революционный комитет (Башревком). В кантонах и волостях были созданы местные ревкомы и исполкомы. В марте 1919 года была создана Башкирская областная партийная организация.
С июля 1920 года основными органами власти республики стали Всебашкирский съезд Советов и Башкирский центральный исполнительный комитет (с 1938 года — Верховный Совет БАССР и Президиум ВС БАССР), Совет народных комиссаров БАССР (с июня 1946 года — Совет министров БАССР).

### Первые секретари Башкирского обкома КПСС

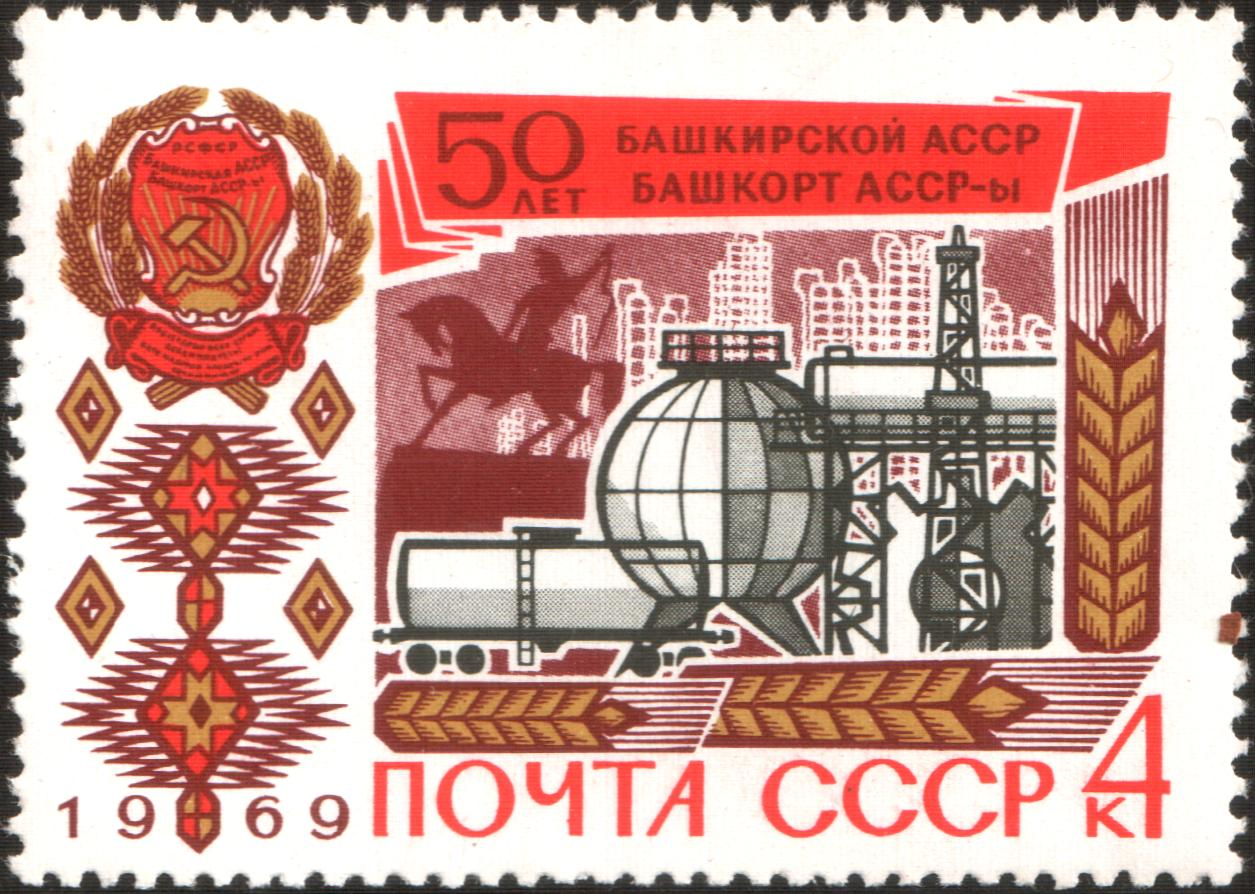
«50 лет Башкирской АССР». Почта СССР 1969 г.

### Председатели Башревкома
- Карамышев Ганей Батыргареевич[баш.] в должности и. о.;
- Юмагулов, Харис Юмагулович (17.5.1919 — 20.1.1920);
- Валидов, Ахмет-Заки Ахметшахович (24.2.1920 — 16.6.1920);
- Мансырев, Файзулла Саитович (26.6.1920 — 28.7.1920).

### Председатели Совета народных комиссаров

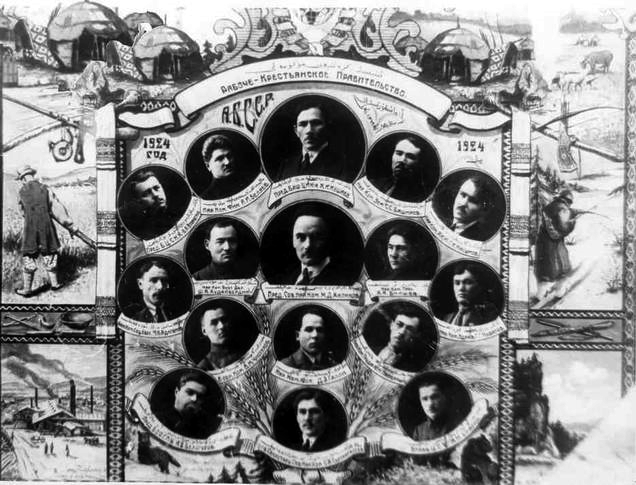
Совет народных комиссаров Башкирской АССР. 1924 год.

- Шамигулов, Гали Камалетдинович (июль 1920 — октябрь 1920 года)
- Мансырев, Файзулла Саитович (и. о. с ноября 1920 года)
- Халиков, Муллаян Давлетшинович (июль 1921 года — 4 ноября 1925 года)
- Мухаметкулов, Аксан Баймурзич (ноябрь 1925 года — январь 1930 года)
- Булашев, Зинатулла Гизатович (январь 1930 года — 20 сентября 1937 года)
- Шагимарданов, Фазыл Валиахметович (октябрь 1937 года — февраль 1940 года)
- Вагапов, Сабир Ахмедьянович (февраль 1940 года — февраль 1946 года)

### Председатели Совета Министров
- Уразбаев, Насыр Рафикович (1946—1951)
- Набиуллин, Валей Габеевич (1951—1962)
- Акназаров, Зекерия Шарафутдинович (1962—1986)
- Миргазямов, Марат Парисович (1986—1992)

## Государственные награды
- 15 марта 1935 года  Орден Ленина за успехи в развитии промышленности и сельского хозяйства.
- 13 июня 1957 года  Орден Ленина в ознаменование 400-летия добровольного присоединения к России и за успехи, достигнутые в развитии промышленности, сельского хозяйства и культуры.
- 21 марта 1969 года  Орден Октябрьской революции за успехи, достигнутые в коммунистическом строительстве, и в связи с пятидесятилетием республики.
- 29 декабря 1972 года  Орден Дружбы народов за большие заслуги трудящихся в укреплении братской дружбы и сотрудничества советских народов, большие успехи в экономическом, социально-политическом и культурном строительстве и в ознаменование 50-летия Союза Советских Социалистических Республик.